# Lastras de Cuéllar (kommunhuvudort)
Lastras de Cuéllar är en kommunhuvudort i Spanien.   Den ligger i provinsen Provincia de Segovia och regionen Kastilien och Leon, i den centrala delen av landet, 100 km norr om huvudstaden Madrid. Lastras de Cuéllar ligger 905 meter över havet och antalet invånare är 469.
Terrängen runt Lastras de Cuéllar är huvudsakligen platt. Lastras de Cuéllar ligger uppe på en höjd. Runt Lastras de Cuéllar är det glesbefolkat, med 12 invånare per kvadratkilometer. Närmaste större samhälle är Cantalejo, 15,6 km öster om Lastras de Cuéllar. 